# Ala-Takkulampi
Ala-Takkulampi och Yli-Takkulampi, eller Takkulammit är sjöar i Finland. De ligger i kommunen Kuusamo i landskapet Norra Österbotten, i den nordöstra delen av landet, 600 km norr om huvudstaden Helsingfors. Takkulammit ligger 258,5 meter över havet. Arean är 15,5 hektar och strandlinjen är 2,87 kilometer lång. Sjön  ingår i Ijo älvs huvudavrinningsområde. 